# Gashiru (periodiskt vattendrag i Burundi, Gitega)
Gashiru är ett periodiskt vattendrag i Burundi.   Det ligger i provinsen Gitega, i den centrala delen av landet, 60 kilometer sydost om huvudstaden Bujumbura.
I omgivningarna runt Gashiru växer huvudsakligen savannskog. Runt Gashiru är det ganska tätbefolkat, med 230 invånare per kvadratkilometer.